# Guiomar Rovira Sancho
Guiomar Rovira Sancho (Barcelona, 1967) es una periodista, investigadora, ensayista y activista catalana con doble nacionalidad española y mexicana.Como periodista cubrió el alzamiento en 1994 del EZLN en Chiapas. En sus investigaciones trata movimientos sociales como el zapatista, altermundista, okupa o feminista. Es autora de numerosos ensayos y artículos académicos y sus libros han sido traducidos a varios idiomas.  En ellos, el análisis de la comunicación en la acción colectiva en la era de Internet representa un importante foco de interés. Su obra Zapata vive. La rebelión indígena de Chiapas fue uno de los primeros libros sobre el movimiento zapatista escrito, además, desde el punto de vista de sus protagonistas. 

## Trayectoria
Guiomar Rovira Sancho se licenció en Ciencias de la Información en la Universidad Autónoma de Barcelona. Posteriormente se trasladó a México, donde cubrió el alzamiento indígena del EZLN en Chiapas para El Mundo y Radio Exterior de España, colaborando, asimismo, con distintos medios de comunicación europeos entre los años 1994 y 2000. En 1994 publicó Zapata Vive. La rebelión indígena de Chiapas contada por sus protagonistas, uno de los primeros libros sobre el alzamiento zapatista. En 1997 vio la luz Mujeres del maíz: la voz de las indígenas de Chiapas y la rebelión zapatista en donde relata y analiza la rebelión indígena de Chiapas, pero esta vez centrándose en la voz de las mujeres zapatistas. En febrero de 1999 acompañó en calidad de fotógrafa al escritor y periodista Manuel Vázquez Montalbán a la Selva Lacandona, en una entrevista al subcomandante Marcos que se desarrolló durante más de cinco horas.
En 2002, fue profesora fundadora de la Universidad Autónoma de la Ciudad de México (UACM), contribuyendo entre los años 2002 y 2008 al diseño de las asignaturas y al Plan de Estudios de la licenciatura en Comunicación y Cultura. En el año 2007, se doctoró en Ciencias Sociales, área de Comunicación y Política, en la universidad mexicana con la tesis doctoral La red transnacional de solidaridad con la rebelión indígena de Chiapas y el ciclo de protestas contra la globalización. Fruto de esta investigación académica vio la luz el libro Zapatistas sin fronteras. Las redes de solidaridad con Chiapas y el altermundismo, publicado en primera instancia en México en 2009 y reeditado con posterioridad en España en 2015.
Mariana Favela y Amaranta Cornejo, en sus análisis en perspectiva de la obra de Rovira, señalaron:

Si en Mujeres de maíz, Guiomar aporta una mirada íntima y cruda sobre las vidas y empeños de las mujeres chiapanecas, tomando como punto de referencia la insurgencia zapatista y su apuesta por otro mundo posible; en Zapatistas sin fronteras, reconoce cómo “la razón feminista ha estado invocada en el zapatismo” (2009: 54), y partir de ello, analiza los efectos que tal presencia tuvo, tanto al interior del EZLN, como en la sinergias socio-políticas que se generaron entre grupos y colectivos feministas, y entre estos y las comunidades zapatistas.
Mujeres de la comunicación (2020: 177)

Asimismo, entre junio de 2008 y diciembre de 2021, Rovira ejerció de profesora investigadora en la carrera de Comunicación social y el posgrado en Comunicación y Política de la mencionada Universidad Autónoma Metropolitana. En este periodo estudió el feminismo desde una perspectiva global en la Universidad de Gerona como investigadora con la beca Marie Skłodowska-Curie de la Comisión Europea Horizonte 2020, en el marco del proyecto Acciones feministas globales online. Oportunidades y problemas de la campaña del #MeToo (2021-2023). También en estos años escribió y publicó Activismo en red y multitudes conectadas: comunicación y acción en la era de Internet (2017), un libro que recoge todo su bagaje de experiencia investigadora de los movimientos sociales e Internet desde los años noventa. En el mismo analiza la potencia política de las herramientas tecnológicas en la era de Internet cuando se produce la apropiación de las tecnologías, no solo por activistas politizados y politizadas, sino por cualquiera, dando paso a lo que denomina las "multitudes conectadas". Tras finalizar la mencionada beca se trasladó a Cataluña para continuar trabajando en la Universidad de Gerona como docente y profundizando en sus investigaciones.
Guiomar Rovira fue incluida en Mujeres de la comunicación, una obra publicada en 2020 en donde se recoge y analiza las aportaciones “de mujeres que han creado historias y teorías para estudiar, comprender y hacer la comunicación desde y en América Latina.” En dicha obra se destaca la trayectoria de casi tres décadas de trabajo e investigación en México de Rovira y se analizan sus aportes teóricos y políticos más relevantes.

## Principales publicaciones

### Libros

#### Autora
- Activismo en red y multitudes conectadas: comunicación y acción en la era de Internet . Barcelona: Icaria, 2017. ISBN 978-84-9888-760-0.[12]
- Zapatistas sin fronteras: las redes de solidaridad con Chiapas y el altermundismo. Barcelona: Icaria, 2015. ISBN 978-84-9888-706-8.
- Mujeres de maíz: la voz de las indígenas de Chiapas y la rebelión zapatista. Barcelona: Virus, 1996. ISBN 84-88455-26-7. Edición española en Virus, Barcelona, 1996. Traducido al italiano, Il Manifesto, Roma, 1997; al inglés, LAB Latin American Buro, Londres, 1998; al  japonés, The English Agency, Japan, 2003; al francés, Rue des Cascades, Paris, 2014.

- ¡Zapata vive!: la rebelión indígena de Chiapas contada por sus protagonistas. Barcelona: Virus, 1994. ISBN 84-88455-14-3. Traducido al francés, Ed. Reflex, París,1995.
- #MeToo. La ola de las multitudes conectadas feministas. México: Bajo Tierra Ediciones, 2024.

#### Compiladora
- Rovira, G.; M. Zires, R. Sanchéz y A. López, Los Movimientos sociales desde la comunicación. Rupturas y genealogías, México, Ediciones Navarra y Escuela Nacional de Antropología, 2015. Pp. 200. ISBN: 978-607-484-728-4.
- Albertani, C.; Rovira, G; Modonesi, M (Coords.), La autonomía posible, México, Universidad Autónoma de la Ciudad de México, 2009. Pp. 523. ISBNː  978-968-9259-60-2.

#### Capítulos
- Rovira, G; Millán, M (2023) “Feminismos desbordados en América Latina: Autoconvocatorias masivas, multitudes conectadas y repertorios antisistémicos”. En Barragán, Mélany; Martí i Puig, Salvador (Coord.) América Latina. Democracias frágiles y conflictividad. Valencia: Editorial Tirant Humanidades
- “Multitudes conectadas feministas. La ola global de las redes indignadas de mujeres.” En Candón Mena, J. y D. Montero (eds.) Del ciberactivismo a la tecnopolítica. Salamanca: Comunicación social, 2021. Pp. 115-140.
- Martí,S;  Rovira, G.; Ibarra, P. “Repensando el activismo y la movilización: nuevas coyunturas y redes emergentes”. En Ubasart, Gemma; Gomà, Ricard, Vidas en transición. (Re) construir la ciudadanía social. Madrid: Tecnos, 2021. ISBN: 978-8430981373
- “La feministización de la acción colectiva. Redes y multitudes conectadas” en Millán Márgara (Coord.) Prefiguraciones de lo politico, México: UNAM, 2018. Pp. 183-220. ISBN: 978-607-8569-53-3
- “Multidoes conectadas e movimentos sociais: Dos zapatistas e do hackktivismo a tomada das ruas e das redes”, en Bruno, Fernanda; Cardoso, Bruno; Kanashiro, Marta; Guilhon, Luciana; Melgaço, Lucas (orgs.) Tecnopolíticas da vigilancia. Perspectivas da margem, Sao Paulo: Biotempo, 2018. Pp. 355-376. ISBN: 978-85-7559-662-3
- “Internet, nociones comunes y redes transnacionales: del zapatismo al ciclo de acción global y las multitudes conectadas”, en Alejo, Antonio (coord.) (2018), Activismos transnacionales de México: Diálogos interdisciplinares ante la política global, México: CONACYT-Instituto de Investigaciones José María Luís Mora, 2018, pp. 184-210. ISBN: 9786078611195
- Martí i Puig, S; Rovira Sancho, G. “Movimientos sociales y acción colectiva” en Salvador Martí, Juan Mario Solís y Francisco Sánchez (eds.) Curso de ciencia política, Ciudad de México: Senado de la República, 2017. Pp. 279-318.
- ISBN: 978-607-535-039-4
- “From Local to Global: The Multiscalar Dimension of the Zapatista Rebellion and the Transnational Networks of Social Mobilizations” en Inbal Ofer and Tamar Groves(eds.) (2016), Performing Citizenship: Social Movements across the Globe. Routledge, New York, pp. 111-134. ISBN: 978-1-138-88958-3
- “From armed struggle to interaction with civil society: Chiapas´Zapatista National Liberation Army”, in Véronique Dudouet (ed.) (2015), Civil Resistance and Conflict Transformation, Oxon-New York: Routledge, pp. 126-153. ISBN: 978-1-138-01942-3
- “Vom Netz auf di Strasse und zurück. Digitale Protestbewegungen vor un nach Ayotzinapa”, in Huffschmidt et al. (ed.) Terror Zones. Gewalt und Gegenwehr in Lateinamerika, Berlin: AssoziationA, 2015. Pp . 143-155. ISBN: 978-3-86241-447-5.
- "Abrazar a México: política y sensibilidad estética del #YoSoy132", en Rovira, Guiomar; M. Zires, R. Sanchéz y A. López, Los Movimientos Sociales desde la Comunicación. Rupturas y Genealogías, México: Ediciones Navarra-Escuela Nacional de Antropología e Historia, 2015. Pp. 149-176. ISBN: 978-607-484-728-4.
- "La Primavera de #YoSoy132. Un estallido de luz en las redes y en las calles de México", en Malik Tahar-Chaouch (Coord.) Protestas, conflictos y cambio político en el mundo árabe y en América Latina, Universidad Veracruzana, 2015. Pp. 169- 198. ISBN: 978-607-502-428-8.
- "Autonomía, resistencia y guerra en México: un diagnóstico del zapatismo hoy", en Escárzaga, Fabiola, et al. (coords.) Movimiento indígena en América Latina: resistencia y transformación social. México: UAMX, BUAP, CIESAS, 2014. Pp. 529-551. ISBN: 978-607-28-0251-3
- “Encuentros con lo común de una forastera. Política y vida en el laberinto”, en Márgara Millán (Comp.) Más allá del feminismo: caminos por andar.  México: Feminismos descoloniales-Pez en el Agua, 2014. Pp. 299-318.  ISBN: 978-607-96108-2-1
- “La comunicación y los movimientos sociales en México: del duopolio televisivo a los medios alternativos y las redes”, en Martí, Salvador, ¿Adónde chingados va México?, Madrid, Catarata, 2012. Pp. 143-160. ISBN: 978-84-8319-727-1.

- “La identidad indígena en movimiento: el caso del Ejército Zapatista de Liberación Nacional”, en Mario Rufer (ed.), Nación y diferencia: procesos de identificación y producciones de otredad en contextos poscoloniales, México, Itaca, 2012. Pp. 273-301. ISBN: 978-607-477-718-5.
- “Barcelona-Berlín–México. Un tránsito por el movimiento okupa, la autonomía y las redes de activistas”, en Alejandro Cerda, Anne Huffschmid et alt (ed.) Metrópolis desbordadas, México, Universidad Autónoma de la Ciudad de México-Freie Universität Berlin, 2011. Pp. 577-618.  ISBN: 978-607-7798-49-1
- “El entusiasmo por la rebelión indígena de Chiapas y la difusión del zapatismo más allá de las fronteras”, en Albertani, Rovira y Modonessi (Coord.), La autonomía posible, México, Universidad Autónoma de la Ciudad de México, 2010.  Pp. 415-448. ISBN:987-968-9259-60-2
- “El ciclo de movilizaciones alter-mundistas y el tecno-optimismo” en Ma del Carmen de la Peza (coord.), Comunidad y desacuerdo, México, Fundación M. Buendía-UAM-X, 2008. Pp. 249-278. ISBN: 978-607-95148-0-8
- “El zapatismo como ejemplo de las redes globales de resistencia” en Pilar Calveiro (coord.), El estado y sus otros, Argentina, Libros de la Araucaria, 2006. Pp. 169-204. ISBN: 978-987-1300-05-1
- “On love, marriage, children and war”, en Tom Hayden (Comp.), The Zapatista Reader, Estados Unidos, Nation Books, 2002. Pp. 452-471. ISBN: 1-5602-5 335-5.
- “A manera de epílogo: glosario Zapatista”, en Manuel Vázquez Montalbán, Marcos: el señor de los espejos, México, Aguilar, 2000. Pp. 253-285. ISBN: 84-03-59576-X
- “Mujeres: la lucha dentro de la lucha”, en Sara Lovera y Nellys Palomo (Comp.), Las alzadas, México, CIMAC, 1997. Pp. 17-28.

### Artículos académicos

#### Autora única
- (2023) “Activism and affective labor for digital direct action: the Mexican #MeToo campaign”, Social Movement Studies, 22 (2), 145-162.

- (2019) “Techno-politics for emancipation and war: collective action and networked counter-insurgency”, IC – Revista Científica de Información y Comunicación #16. pp. 39-83. (en español y en inglés).
- (2019) “Constelaciones performativas y multitudes urbanas: el activismo en red, la sensibilidad feminista y la contrainsurgencia”, en Desacatos. Revista de Ciencias Sociales, Nº 61, Pp. 40–55.
- (2018) “El devenir feminista de la acción colectiva: las redes digitales y la política de prefiguración de las multitudes conectadas” en Teknokultura Vol. 15, Nº 2, pp. 223-240.
- (2014) “Networks, insurgencies, and prefigurative politics: A cycle of global indignation”, in Convergence: The International Journal of Research into New Media Technologies, Vol. 20, #4, op. 387-401.
- (2015) "Las redes digitales y las multitudes conectadas. #Ayotzinapa, México", en Observatorio Latinoamericano, nº 15, Instituto de Estudios de América Latina y el Caribe, Universidad de Buenos Aires. Pp. 47-58.
- (2014) “Un espacio público sin aura. Redes digitales y política en la era de la reproductibilidad técnica”, en Observatorio Social de América Latina, Año XV, Nº35, Consejo Latinoamericano de Ciencias Sociales. Pp. 39-56.
- (2014) “El #YoSoy132 mexicano. La aparición (inesperada) de una red activista”, en Revista CIDOB d Afers Internacionals Nº105, pp. 47-66.
- (2013) “De las redes a las plazas: la web 2.0 y el nuevo ciclo de protestas en el mundo”, en Revista Acta Sociológica, Nº 62, Septiembre-diciembre 2013, Universidad Nacional Autónoma de México. Pp. 105-134.
- (2013) “From the Networks to the Public Square: Web 2.0 and the New Wave of Global Protests”, en Emisférica, Vol. 10, Issue 2.
- (2013) “México, #YoSoy132. ¡No había nadie haciendo el movimiento más que nosotros!”, en Aguilar, S. (Ed.), Anuari de conflicte social 2012, Universitat de Barcelona, 2013. Pp. 423-448.
- (2013) “Activismo mediático y criminalización de la protesta: medios y movimientos sociales en México”, en Convergencia. Revista de Ciencias Sociales, Vol. 20, Nº 61, pp. 35-60.
- (2012). «Movimientos sociales y comunicación : la red como paradigma». Anàlisi: quaderns de comunicació i cultura, 2012, Núm. 45, p. 91-104,
- (2012) “Movimientos sociales, comunicación masiva y comunicación alternativa. Apuntes para el análisis” en Dossiers, Portal de la  Comunicación.
- (2006) “El movimiento global de resistencias y las redes” en Versión, Estudios de Comunicación y Política  Nº 17, pp. 161-189.
- (2005) “El zapatismo y la red transnacional”, en Razón y palabra Nº 47.
- (2007) “Las NTIC y el movimiento contra la globalización”, Versión  Nº 12, pp. 41-60.
- (2001) “Ahora s nuestra hora, la hora de las mujeres indígenas”, Debate Feminista Nº24,  pp.191-205.

#### Coautora
- (2023) (coautor Morales-i-Gras, Jordi) “Femitags in the networks and in the streets: 50 hashtags for feminist activism in Latin America”. Profesional de La Información 32(3):1–18. En inglés y en español.
- (2023) (coautor Morales-i-Gras, Jordi) ‘Idus de marzo en México . La acción directa en las redes y en las calles de las multitudes’, 20(1), pp. 11–24.
- (2022) (coautor Morales-i-Gras, Jordi) “Femitags for feminist connected crowds in Latin America and Spain”. Acta Psychologica. Vol. 230, October 2022, 103756.